# Pneumatoraptor
Pneumatoraptor é um gênero de dinossauro terópode do período Cretáceo Superior da Hungria. Ah uma única espécie descrita para o gênero Pneumatoraptor fodori.